# Bonaventura Cavalieri
Bonaventura Francesco Cavalieri (Milánó, 1598 – Bologna, 1647. november 30.) itáliai matematikus.

## Életútja
Cavalieri 1605-ben, még kisgyerekként csatlakozott a jezsuitákhoz. Egy évvel később kolostorba vonult Pisában.
Euklidész munkái felkeltették benne a matematika iránti érdeklődést. Galileivel való találkozása után az ő tanítványának tekintette magát. Később Pisában Benedetto Castelli, a Pisai Egyetem tanára oktatott neki geometriát.
1613-ban jelentkezett egyetemre Bolognába, de fiatal kora miatt elutasították. Mikor korábbi tanítója, Castelli Rómába került, Cavalieri megpróbálta a megüresedett pisai helyet betölteni, de itt sem fogadták be. Végül 1621-ben Federico Borromeo mellett helyezkedett el egy milánói kolostorban, ahol teológiát tanított. Három-három év lodi és parmai kitérő után végül 1629-ben állást kapott Bolognában. Addigra már kidolgozta az oszthatatlanok módszerét, ami később az integrálszámítás egyik alapjává vált.
1635-ben kiadta Geometria indivisibilibus continuorum nova quadam ratione promota című könyvét, amelyben Arkhimédész és Kepler módszereit ötvözve sikerült gyors és egyszerű módon különböző geometriai alakzatok térfogatát és felszínét kiszámítani. Felismerését ma Cavalieri-elvként is ismerik.
Directorium Generale Uranometricum című könyvében vezette be a logaritmusokkal való számítást Olaszországban. Ebben a műben megadta a trigonometrikus függvények logaritmustáblázatát is, amellyel nagy segítségükre volt a csillagászoknak.
Írt értekezést továbbá a kúpszeletekről, trigonometriáról, optikáról, csillagászatról, asztrológiáról. Lencsék fókusztávolságára általános szabályt dolgozott ki, foglalkozott a mozgás problémájával. Legutolsó műve asztrológiai témájú. A címe Trattato della ruota planetaria perpetua, 1646-ból.
Sok jeles tudóssal levelezett, többek között Galileivel, Mersenne-nel, Torricellivel. Legismertebb tanítványa Stefano degli Angeli volt.